# Planaria
Pour les articles homonymes, voir Planaria (homonymie).
Genre
Planaria est un genre de vers plats (Plathelminthes) d'eau douce, décrit par O. F. Muller en 1776. Le genre appartient, dans les classifications modernes , à l'ordre des Tricladida (sous-ordre des Continenticola), famille des Planariidae. Les espèces de ce genre ne sont pas parasites.

## Systématique
Le nom valide complet (avec auteur) de ce taxon est Planaria Müller O.F., 1776.

### Liste des espèces
Selon la base de données World Register of Marine Species (26 janvier 2024), le genre Planaria contient les espèces suivantes :
- Planaria adhaerens Korotneff, 1909
- Planaria albocingata Korotneff, 1912
- Planaria barroisi Whitehouse, 1914
- Planaria bicingulata Korotneff, 1912
- Planaria chulunginensis Sabussow, 1903
- Planaria cincinata Korotneff, 1912
- Planaria cinerea Stimpson, 1857
- Planaria dagarensis Sabussow, 1903
- Planaria debilis Korotneff, 1912
- Planaria delineata Korotneff, 1912
- Planaria dybouskyi Sabussow, 1903
- Planaria flava Delle Chiaje, 1822
- Planaria fontana Schrank, 1803
- Planaria fuliginosa Leidy, 1851
- Planaria fuliginosus Leidy, 1851
- Planaria fulvifrons Grube, 1872
- Planaria fuscomaculata Korotneff, 1912
- Planaria gigas Leuckart, 1828
- Planaria grubii Sabussow, 1903
- Planaria ignorata Raspail, 1902
- Planaria incerta Korotneff, 1912
- Planaria kempi Whitehouse, 1913
- Planaria lemani (du Plessis, 1874) Graff, 1876
- Planaria lucta Korotneff, 1912
- Planaria luteola Delle Chiaje, 1822
- Planaria macrocephala Fries, 1879
- Planaria maculata Dalyell, 1853
- Planaria melanocerca Korotneff, 1912
- Planaria melanopunctata Korotneff, 1912
- Planaria melanotorquis Korotneff, 1912
- Planaria nesidensis Delle Chiaje, 1822
- Planaria onegensis Sabussow, 1903
- Planaria punctatum Carus, 1863
- Planaria rosea Müller OF, 1773
- Planaria rothii Braun, 1884
- Planaria sabussowi Korotneff, 1912
- Planaria savignyi Leuckart, 1828
- Planaria semifasciata Korotneff, 1912
- Planaria simplex Woodworth, 1896
- Planaria sinensis Stimpson, 1857
- Planaria subflava Korotneff, 1912
- Planaria torva (Müller OF, 1773)
- Planaria tremellaris Grube, 1840
- Planaria unionicola Woodworth, 1897
- Planaria verrucosa Delle Chiaje, 1829
- Planaria wytegrensis Sabussow, 1907
- Planaria zeylanica Kelaart, 1858

### Synonymes, reclassements
Le genre Planaria comporte une grande quantité d'espèces synonymes. Considérées initialement comme planaires, certaines se sont révélées très éloignées du genre Planaria. Ainsi World Register of Marine Species (26 janvier 2024) a identifié 218 espèces invalides de Planaria, dont seules deux espèces sont reclassées dans le genre Planaria. Sauf mention contraire, les reclassements indiqués  ci-dessous ont été effectués dans la famille des Planariidae et dans l'ordre des Tricladida :
- l'espèce Planaria aborensis Whitehouse, 1913 est Dugesia aborensis (Whitehouse, 1913), de la famille des Dugesiidae ;
- l'espèce Planaria affinis Ørsted, 1843 est Foviella affinis (Ørsted, 1843), de la famille des Uteriporidae ;
- l'espèce Planaria agilis Stringer, 1909 est Girardia dorotocephala (Woodworth, 1897), de la famille des Dugesiidae ;
- l'espèce Planaria alata Goeze, 1782 est reclassée comme trématode sous le nom Alaria alata (Goeze, 1782) Krause, 1914 dans la famille des Diplostomidae ;
- l'espèce Planaria albissima Vejdovsky, 1883 est Phagocata albissima (Vejdovsky, 1883) ;
- l'espèce Planaria alpina (Dana, 1766) est Crenobia alpina (Dana, 1766) ;
- l'espèce Planaria amara Fox, 1927 est Uteriporus vulgaris Bergendal, 1890 dans la famille des Uteriporidae ;
- l'espèce Planaria ambigua Böhmig, 1902 est Curtisia ambigua (Bohmig, 1902) dans la famille des Dugesiidae ;
- l'espèce Planaria andina Borelli, 1895 est Girardia andina (Borelli, 1895) dans la famille des Dugesiidae ;
- l'espèce Planaria angarensis Gerstfeldt, 1858 est Bdellocephala angarensis (Gerstfeldt, 1858) dans la famille des Dendrocoelidae ;
- l'espèce Planaria annandalei Kaburaki, 1918 est Dugesia annandalei (Kaburaki, 1918), de la famille des Dugesiidae ;
- l'espèce Planaria anophthalma Mrazek, 1906 est la sous-espèce Crenobia alpina anophthalma (Mrazek, 1907) ;
- l'espèce Planaria appendiculata Fabricius, 1826 est reclassée dans les Macrostomorpha sous le nom Macrostomum appendiculatum Fabricius, 1826 (famille des Macrostomidae) ;
- l'espèce Planaria armata Kelaart, 1858 est un polyclade nommé Acanthozoon armatum (Kelaart, 1858) (famille des Pseudocerotidae) ;
- l'espèce Planaria armeniaca Komarek, 1916 est Phagocata armeniaca (Komarek, 1916) ;
- l'espèce Planaria assimilis Fabricius, 1826 est reclassée dans les Rhabdocoela sous le nom Provortex affinis (Jensen, 1878) Graff, 1882 dans la famille des Provorticidae ;
- les espèces Planaria atomata Delle Chiaje, 1841 et Planaria atomata Müller, 1777 sont un polyclade nommé Notoplana atomata (Müller OF, 1776) dans la famille des Notoplanidae ;
- l'espèce Planaria aurantiaca Delle Chiaje, 1822 est un polyclade nommé Yungia aurantiaca (Delle Chiaje, 1822) appartenant à la famille des Pseudocerotidae ;
- l'espèce Planaria aurea Kelaart, 1858 est un polyclade nommé Planocera aurea (Kelaart, 1858), de la famille des Planoceridae ;
- l'espèce Planaria auriculatum Müller, 1777 est reclassée dans les Prolecithophora, famille des Plagiostomidae, sous le nom Vorticeros auriculatum (Müller OF, 1784)
- l'espèce Planaria aurita Kennel, 1888 est Girardia aurita (Kennel, 1888), de la famille des Dugesiidae ;
- l'espèce Planaria bilinearis Darwin, 1844 est Pseudogeoplana bilinearis (Darwin, 1844) Ogren & Kawakatsu, 1990, de la famille des Geoplanidae ;
- l'espèce Planaria bilineata Kaburaki, 1918 est Dugesia bilineata (Kaburaki, 1918), de la famille des Dugesiidae ;
- l'espèce Planaria bilis Braun, 1790 est reclassée comme trématode sous le nom Metorchis bilis (Braun, 1790) Odening, 1962, dans la famille des Opisthorchiidae ;
- l'espèce Planaria bilobata Leuckart, 1828 est un Plathelminthe incertae sedis renommé Typhlolepta bilobata (Leuckart, 1828) ;
- l'espèce Planaria bistrigata Fabricius, 1826 est reclassée dans les Rhabdocoela sous le nom Mesostoma bistrigatum (Fabricius, 1826) Diesing, 1850 (famille des Typhloplanidae) ;
- l'espèce Planaria bituberculata Leuckart, 1828 est reclassée dans les polyclades sous le nom Stylochus suesensis Ehrenberg, 1831 (famille des Stylochidae) ;
- l'espèce Planaria boehmigi Weiss, 1909 est Euplanaria bohmigi (Weiss, 1910), de la famille des Dugesiidae ;
- l'espèce Planaria bosniaca Stankovic, 1926 est Phagocata bosniaca (Stankovic, 1926) ;
- l'espèce Planaria brachycephala Bohmig, 1897 est Dugesia brachycephala (Bohmig, 1897), de la famille des Dugesiidae ;
- l'espèce Planaria brasiliensis Blainville, 1826 est Pseudogeoplana brasiliensis (Blainville, 1826) Ogren & Kawakatsu, 1990, de la famille des Geoplanidae ;
- l'espèce Planaria brementi de Beauchamp, 1919 est Dendrocoelopsis brementi (de Beauchamp, 1919), de la famille des Dugesiidae ;
- l'espèce Planaria brocchi (Risso, 1818) est un polyclade renommé en Thysanozoon brocchii (Risso, 1818) dans la famille des Pseudocerotidae ;
- l'espèce Planaria burmaensis Kaburaki, 1918 est Dugesia burmaensis (Kaburaki, 1918), de la famille des Dugesiidae ;
- l'espèce Planaria caeca Duges, 1830 est Anocelis caeca Duges, 1830, taxon incertain de la famille des Dendrocoelidae ;
- l'espèce Planaria cameliae Fuhrmann, 1912 est Girardia cameliae (Fuhrmann, 1912), de la famille des Dugesiidae ;
- l'espèce Planaria cavatica Fries, 1874 est Dendrocoelum cavaticum (Fries, 1874), de la famille des Dendrocoelidae ;
- l'espèce Planaria cerebralis Kelaart, 1858 est un polyclade renommé en Pseudoceros cerebralis (Kelaart, 1858) appartenant à la famille des Pseudocerotidae ;
- l'espèce Planaria chichkovi Hranova & Charanova, 1929 est Dugesia chichkovi (Hranova, 1929), de la famille des Dugesiidae ;
- l'espèce Planaria convoluta Abildgaard, 1806 appartient à l'embranchement des Xenacoelomorphes (ordre des Acoela ou Acèles) et est renommé en Convoluta convoluta (Abildgaard, 1806) ;
- l'espèce Planaria corniculata Dalyell, 1853 est un polyclade de la famille des Stylochoplanidae nommé Stylochoplana maculata (Quatrefage, 1845) ;
- l'espèce Planaria cornuta Müller, 1777 est Procerodes littoralis (Strøm, 1768), de la famille des Procerodidae ;
- l'espèce Planaria crocea Fabricius, 1826 est reclassée dans les Rhabdocoela sous le nom Graffiellus croceus (Fabricius, 1826) Hornung, 2016 (famille des Procerodidae) ;
- l'espèce Planaria cruciatus Fabricius, 1826 est un Rhabdocoela renommé en Vortex cruciatus Fabricius, 1826. Ce dernier nom est un nomen oblitum ;
- l'espèce Planaria cuneus Dalyell, 1853 est un Rhabdocoela de la famille des Dalyelliidae, renommé en Castrella (Castrella) truncata (Abildgaard, 1789) Sekera, 1906 ;
- l'espèce Planaria dactyligera Kenk, 1935 est Paraplanaria dactyligera (Kenk, 1935) ;
- l'espèce Planaria dicquemari (Risso, 1818) est un polyclade nommé Yungia dicquemari (Risso, 1818) appartenant à la famille des Pseudocerotidae ;
- l'espèce Planaria dicquemaris Delle Chiaje, 1841 est un polyclade renommé en Thysanozoon brocchii (Risso, 1818) dans la famille des Pseudocerotidae ;
- l'espèce Planaria dimorpha Bohmig, 1902 est Girardia festai (Borelli, 1898), de la famille des Dugesiidae ;
- l'espèce Planaria dioica Claparède, 1863 est Sabussowia dioica (Claparède, 1863), de la famille des Cercyridae ;
- l'espèce Planaria dorotocephala Woodworth, 1897 est Girardia dorotocephala (Woodworth, 1897), de la famille des Dugesiidae ;
- l'espèce Planaria dubia Borelli, 1895 est Girardia anceps (Kenk, 1930), de la famille des Dugesiidae ;
- l'espèce Planaria dulcis Kelaart, 1858 est un polyclade renommé en Pseudoceros dulcis Kelaart, 1858 appartenant à la famille des Pseudocerotidae ;
- l'espèce Planaria dybowskyi Sabussow, 1903 est Hyperbulbina dybowskyi (Sabussow, 1903), de la famille des Dendrocoelidae ;
- l'espèce Planaria ehrenbergii Focke, 1836 est reclassée dans les Rhabdocoela sous le nom Mesostoma ehrenbergii (Focke, 1836) Örsted, 1843, dans la famille des Typhloplanidae ;
- l'espèce Planaria elegans Kelaart, 1858 est un polyclade de la famille des Stylochoplanidae nommé Stylochoplana elegans (Kelaart, 1858) ;
- l'espèce Planaria elegans Darwin, 1844 est Pseudogeoplana elegans (Darwin, 1844) Carbayo et al., 2013, de la famille des Geoplanidae ;
- l'espèce Planaria ellipsus Dalyell, 1853 est un polyclade de la famille des Stylostomidae nommé Stylostomum ellipse (Dalyell, 1853) ;
- l'espèce Planaria elongata Darwin, 1844 est Pseudogeoplana elongata (Darwin, 1844) Ogren & Kawakatsu, 1990, de la famille des Geoplanidae ;
- l'espèce Planaria emarginata Fabricius, 1826 est reclassée dans les Rhabdocoela, famille des Provorticidae, sous le nom Provortex balticus (Schultze, 1851) Graff, 1882 ;
- l'espèce Planaria emarginata Paula-Schrank, 1803 est un Rhabdocoela de la famille des Dalyelliidae, renommé en Castrella (Castrella) truncata (Abildgaard, 1789) Sekera, 1906 ;
- les espèces Planaria festae Borelli, 1898 et Planaria festai Borelli, 1898 sont Girardia festai (Borelli, 1898), de la famille des Dugesiidae ;
- l'espèce Planaria fissipara Kennel, 1888 est Dugesia fissipara (Kennel, 1888), de la famille des Dugesiidae ;
- l'espèce Planaria flaccida est synonyme de Fasciola flaccida Müller, 1774, un trématode de l'ordre des Plagiorchiida ;
- l'espèce Planaria flexilis Dalyell, 1814 est un polyclade de la famille des Leptoplanidae, nommé Leptoplana tremellaris (Müller OF, 1773) ;
- l'espèce Planaria flustrae Dalyell, 1853 est reclassée dans l'ordre des Proseriata, famille des Monocelididae, sous le nom Monocelis lineata (Müller, 1773) Oersted, 1843 ;
- l'espèce Planaria fodinae Dalyell, 1853 est reclassée dans les Rhabdocoela sous le nom Phaenocora unipunctata (Ørsted, 1843) Bendl, 1908 (famille des Typhloplanidae) ;
- l'espèce Planaria foecunda Dalyell, 1853 est reclassée dans les Rhabdocoela sous le nom Mesostoma stagni (Dalyell, 1853) Leuckart, 1859 (famille des Typhloplanidae) ;
- l'espèce Planaria foremanii Stringer, 1918 est Cura foremanii (Girard, 1852), de la famille des Dugesiidae ;
- l'espèce Planaria formosa Darwin, 1844 est un polyclade de la famille des Leptoplanidae, nommé Leptoplana formosa Darwin, 1844 ;
- l'espèce Planaria frequens Leidy, 1855 est Procerodes littoralis (Strøm, 1768), de la famille des Procerodidae ;
- l'espèce Planaria fulva Müller, 1789 est reclassée dans les Rhabdocoela sous le nom Mesostoma griseum (Müller, 1789) Graff, 1882 (famille des Typhloplanidae) ;
- l'espèce Planaria fusca Kelaart, 1858 est un polyclade renommé en Pseudoceros fuscus (Kelaart, 1858) appartenant à la famille des Pseudocerotidae ;
- l'espèce Planaria gesserensis Müller OF, 1784 est un ver plat du sous-embranchement des Catenulida et de la famille des Catenulidae, renommé en Catenula gesserensis (Müller OF, 1784) ;
- l'espèce Planaria gialliccia Delle Chiaje, 1828 est Planaria luteola Delle Chiaje, 1822 ;
- l'espèce Planaria gibba Fabricius, 1826 est un Rhabdocoela de la famille des Typhloplanidae, renommé en Turbella gibba (Fabricius, 1826) ;
- l'espèce Planaria gonocephala Duges, 1830 est Dugesia gonocephala (Duges, 1830), de la famille des Dugesiidae ;
- l'espèce Planaria gonocephaloides Stimpson, 1857 est Dugesia gonocephaloides Girard, 1850 de la famille des Dugesiidae ;
- l'espèce Planaria gracilis Haldeman, 1840 est Phagocata gracilis (Haldeman, 1840) ;
- l'espèce Planaria graffi Weiss, 1909 est Girardia graffi (Weiss, 1909), de la famille des Dugesiidae ;
- l'espèce Planaria graminea Dallyel, 1814 est un Rhabdocoela de la famille des Dalyelliidae, renommé en Dalyellia viridis (Shaw, 1791) Graff, 1905 ;
- l'espèce Planaria grisea Müller, 1789 est reclassée dans les Rhabdocoela sous le nom Mesostoma griseum (Müller, 1789) Graff, 1882 (famille des Typhloplanidae) ;
- l'espèce Planaria grisescens Fabricius, 1826 est reclassée dans les Rhabdocoela sous le nom Mesostoma fusiforme (Duges, 1830) Ehrenberg, 1836, dans la famille des Typhloplanidae ;
- l'espèce Planaria grubei Sabussow, 1903 est Hyperbulbina grubei (Sabussow, 1903), de la famille des Dendrocoelidae ;
- l'espèce Planaria grubiiformis Sabussowa, 1929 est Bdellocephala grubiiformis (Sabussowa, 1929) ;
- l'espèce Planaria gulo (Müller, 1773) Müller, 1776 est un Rhabdocoela de la famille des Dalyelliidae, renommé en Castrella (Castrella) truncata (Abildgaard, 1789) Sekera, 1906 ;
- l'espèce Planaria hebes Dalyell, 1852 est Foviella affinis (Ørsted, 1843), de la famille des Uteriporidae ;
- l'espèce Planaria helluo (Müller, 1773) Müller, 1776 est un Rhabdocoela de la famille des Dalyelliidae, renommé en Dalyellia viridis (Shaw, 1791) Graff, 1905 ;
- l'espèce Planaria hoernesi Weiss, 1909 est Romankenkius hoernesi Weiss, 1909, de la famille des Dugesiidae ;
- l'espèce Planaria hymanae Sivickis, 1928 est Dugesia hymanae (Sivickis, 1928), de la famille des Dugesiidae ;
- l'espèce Planaria hymani Sivickis, 1928 est Dugesia hymanae (Sivickis, 1928), de la famille des Dugesiidae ;
- l'espèce Planaria iheringii Bohmig, 1887 est Dugesia iheringii (Bohmig, 1887), de la famille des Dugesiidae ;
- l'espèce Planaria incisa Darwin, 1844 est un Plathelminthe incertae sedis renommé Centrostomum incisum (Darwin, 1844) ;
- l'espèce Planaria infernalis Steinmann, 1907 est Crenobia infernalis (Steinmann, 1907) ;
- l'espèce Planaria jeanneli de Beauchamp, 1913 est Neppia jeanneli (de Beauchamp, 1913), de la famille des Dugesiidae ;
- l'espèce Planaria lactea Müller, 1776 est reclassé dans l'ordre des Bothrioplanida sous le nom Bothrioplana semperi Braun, 1881 (famille des Bothrioplanidae) ;
- l'espèce Planaria lata Sivickis, 1923 est Dugesia lata Sivickis, 1923, de la famille des Dugesiidae ;
- l'espèce Planaria laurentiana Borelli, 1897 est Dugesia laurentiana Borelli, 1897, de la famille des Dugesiidae ;
- l'espèce Planaria leucophraea Fabricius, 1826 est un Rhabdocoela de la famille des Polycystididae, renommé en Polycystis leucophraeus (Fabricius, 1826) Graff, 1905 ;
- l'espèce Planaria lichenoides Mertens, 1833 est un polyclade de la famille des Discocelidae, nommé Discocelis lichenoides (Mertens, 1833) ;
- l'espèce Planaria limacina Fabricius, 1826 est un Plathelminthe incertae sedis renommé Niobe zonata Girard, 1852 ;
- l'espèce Planaria limbata Leuckart, 1828 est Pseudoceros limbatus Leuckart, 1828 appartenant à la famille des Pseudocerotidae ;
- l'espèce Planaria limuli Graff, 1879 est Bdelloura candida (Girard, 1850), de la famille des Bdellouridae ;
- l'espèce Planaria lineata (Müller, 1773) Müller, 1776 est reclassée dans l'ordre des Proseriata, famille des Monocelididae, sous le nom Monocelis lineata (Müller, 1773) Oersted, 1843 ;
- l'espèce Planaria lingua Abildgaard, 1789 est reclassée dans les Rhabdocoela sous le nom Mesostoma lingua (Abildgaard, 1789) Schmidt, 1848, dans la famille des Typhloplanidae ;
- l'espèce Planaria littoralis Müller, 1776 est Procerodes littoralis (Strøm, 1768), de la famille des Procerodidae ;
- l'espèce Planaria longiceps Duges, 1830 est synonyme de Monocelis longiceps (Duges, 1830), un Proseriata de la famille des Monocelididae ;
- l'espèce Planaria longistriata Fuhrmann, 1912 est Girardia longistriata (Fuhrmann, 1912), de la famille des Dugesiidae ;
- l'espèce Planaria lugubris Schmidt, 1861 est Cura foremanii (Girard, 1852), de la famille des Dugesiidae ;
- l'espèce Planaria lutea Vérany, 1846 est Planaria luteola Delle Chiaje, 1822 ;
- l'espèce Planaria macedonica Stankovic, 1926 est Phagocata macedonica (Stankovic, 1926) ;
- l'espèce Planaria macrostomum Darwin, 1844 est Procerodella macrostoma (Darwin, 1844), de la famille des Uteriporidae ;
- l'espèce Planaria maculata Darwin, 1844 est Pseudogeoplana maculata (Darwin, 1844) Ogren & Kawakatsu, 1990, de la famille des Geoplanidae ;
- l'espèce Planaria maculata Fabricius, 1826 est reclassée dans les Rhabdocoela sous le nom Mesostoma griseum (Müller, 1789) Graff, 1882, dans la famille des Typhloplanidae ;
- les espèces Planaria marmorata (erreur typographique) et Planaria marmorosa (Müller, 1774) Müller, 1776 sont un Rhabdocoela de la famille des Typhloplanidae nommé Tetracelis marmorosa (Müller, 1774) Ehrenberg, 1831 ;
- l'espèce Planaria meleagrina Kelaart, 1858 est un polyclade de la famille des Euryleptidae, nommé Prostheceraeus meleagrinus (Kelaart, 1858) ;
- l'espèce Planaria mertoni Steinmann, 1914 est Dugesia mertoni (Steinmann, 1914), de la famille des Dugesiidae ;
- l'espèce Planaria michaelseni Bohmig, 1902 est Romankenkius patagonicus (Borelli, 1901), de la famille des Dugesiidae ;
- l'espèce Planaria montenegrina Mrazek, 1904 est Crenobia montenegrina (Mrazek, 1904) ;
- l'espèce Planaria morgani Stevens & Boring, 1906 est Phagocata morgani (Stevens & Boring, 1906) ;
- l'espèce Planaria mrazekii Vejdovsky, 1895 est Dendrocoelum mrazekii (Vejdovsky, 1895), de la famille des Dendrocoelidae ;
- l'espèce Planaria mulleri Delle Chiaje, 1829 est Pseudoceros mulleri (Delle Chiaje, 1829) appartenant à la famille des Pseudocerotidae ;
- l'espèce Planaria mulleri Audouin, 1827 est reclassée dans les polyclades sous le nom Stylochus suesensis Ehrenberg, 1831 (famille des Stylochidae) ;
- l'espèce Planaria neapolitana Delle Chiaje, 1841 est reclassée dans les polyclades sous le nom Stylochus neapolitanus (Delle Chiaje, 1841) (famille des Stylochidae) ;
- l'espèce Planaria neapolitana Goette, 1870 est reclassée dans les polyclades sous le nom Stylochus pilidium (Goette, 1881) (famille des Stylochidae) ;
- l'espèce Planaria neumanni Neppi, 1904 est Dugesia neumanni (Neppi, 1904), de la famille des Dugesiidae ;
- l'espèce Planaria nigricans Fabricius, 1826 est un polyclade de la famille des Typhloplanidae, nommé Bothromesostoma personatum (Schmidt, 1848) Braun, 1885 ;
- l'espèce Planaria nigrocincta Laidlaw, 1903 est un polyclade renommé en Pseudoceros haddoni (Laidlaw, 1903), appartenant à la famille des Pseudocerotidae ;
- les espèces Planaria nigrofaciata Grube, 1872 et Planaria nigrofasciata Grube, 1872 sont Sorocelis nigrofasciata (Grube, 1872), de la famille des Dendrocoelidae ;
- l'espèce Planaria nigrofusca Darwin, 1844 est Pseudogeoplana nigrofusca (Darwin, 1844) Ogren & Kawakatsu, 1990, de la famille des Geoplanidae ;
- l'espèce Planaria notulata Bosc, 1802 est un polyclade de la famille des Euryleptidae, nommé Acerotisa notulata (Bosc, 1802) ;
- l'espèce Planaria obscura (Müller, 1773) Müller, 1776 (nomen dubium) est un Rhabdocoela de la famille des Typhloplanidae, renommé en Phaenocora unipunctata (Ørsted, 1843) Bendl, 1908 ;
- l'espèce Planaria occulta Kenk, 1969 est Paraplanaria occulta (Kenk, 1969) ;
- l'espèce Planaria oceanica Darwin, 1844 est un polyclade nommé Planocera pellucida (Mertens, 1833), de la famille des Planoceridae ;
- l'espèce Planaria pallida Darwin, 1844 est Pseudogeoplana pallida (Darwin, 1844) Schultze, 1856, de la famille des Geoplanidae ;
- l'espèce Planaria papilionis Kelaart, 1858 est un polyclade nommé Acanthozoon papilionis (Kelaart, 1858), dans la famille des Pseudocerotidae ;
- l'espèce Planaria papillifera Ijima & Kaburaki, 1916 est Phagocata papillifera (Ijima & Kaburaki, 1916) ;
- l'espèce Planaria paramensis Fuhrmann, 1912 est Girardia paramensis Fuhrmann, 1912, de la famille des Dugesiidae ;
- l'espèce Planaria patagonica Borelli, 1901 est Romankenkius patagonicus (Borelli, 1901), de la famille des Dugesiidae ;
- l'espèce Planaria pellucida Ijima & Kaburaki, 1916 est Phagocata pellucida (Ijima & Kaburaki) ;
- l'espèce Planaria pellucida Bosc, 1803 est un polyclade de la famille des Leptoplanidae, nommé Leptoplana tremellaris (Müller OF, 1773) ;
- l'espèce Planaria pellucida Mertens, 1833 est un polyclade nommé Planocera pellucida (Mertens, 1833), de la famille des Planoceridae ;
- l'espèce Planaria perforata Renier, 1804 est non acceptée, l'étude de cette espèce ayant été rejetée ;
- l'espèce Planaria pinguis Weiss, 1910 est Cura pinguis (Weiss, 1909), de la famille des Dugesiidae ;
- l'espèce Planaria polychroa Schmidt, 1861 est Schmidtea polychroa (Schmidt, 1861), de la famille des Dugesiidae ;
- l'espèce Planaria polyorchis Fuhrmann, 1912 est Dugesia polyorchis (Fuhrmann, 1912), de la famille des Dugesiidae ;
- l'espèce Planaria prasina Dalyell, 1853 est un Rhabdocoela de la famille des Typhloplanidae, renommé en Typhloplana viridata (Abildgaard, 1789) Ehrenberg, 1831 ;
- l'espèce Planaria pulla Darwin, 1844 est Pseudogeoplana pulla (Darwin, 1844) Ogren & Kawakatsu, 1990, de la famille des Geoplanidae ;
- l'espèce Planaria punctata (Müller, 1773) Müller, 1776 est un Rhabdocoela de la famille des Typhloplanidae, renommé en Typhloplana viridata (Abildgaard, 1789) Ehrenberg, 1831 ;
- l'espèce Planaria punctuata Renier, 1804 est non acceptée ;
- l'espèce Planaria purpurea Kelaart, 1858 est un polyclade renommé en Pseudoceros purpureus (Kelaart, 1858), appartenant à la famille des Pseudocerotidae ;
- l'espèce Planaria radiata (Müller, 1773) Müller, 1776 est un Rhabdocoela de la famille des Typhloplanidae, renommé en Strongylostoma radiatum (Müller, 1773) Örsted, 1843
- l'espèce Planaria rava Weiss, 1909 est Dugesia rava (Weiss, 1909), taxon incertain de la famille des Dugesiidae ;
- l'espèce Planaria retusa Vivianini, 1805 est un Plathelminthe incertae sedis renommé Typhlolepta retusa (Vivianini, 1805) ;
- l'espèce Planaria rostrata (Müller, 1774) Müller, 1776 est un Rhabdocoela de la famille des Typhloplanidae, renommé en Rhynchomesostoma rostratum (Müller, 1774) Luther, 1904 ;
- l'espèce Planaria rutilans Abildgaard, 1789 est reclassée dans l'ordre des Proseriata, famille des Monocelididae, sous le nom Monocelis lineata (Müller, 1773) Oersted, 1843 ;
- les espèces Planaria salina Whitehouse, 1914 et Planaria saline Whitehouse, 1914 sont Dugesia salina (Whitehouse, 1914), de la famille des Dugesiidae ;
- l'espèce Planaria sargassicola Mertens, 1833 est un polyclade de la famille des Gnesiocerotidae, renommé Gnesioceros sargassicola (Mertens, 1833) ;
- l'espèce Planaria schauinslandi Neppi, 1904 est Dugesia schauinslandi (Neppi, 1904), de la famille des Dugesiidae ;
- l'espèce Planaria schlosseri Girard, 1873 est un polyclade de la famille des Euryleptidae, renommé Cycloporus papillosus (Sars, 1878) ;
- l'espèce Planaria semilineata Darwin, 1844 est Pseudogeoplana semilineata (Darwin, 1844) Ogren & Kawakatsu, 1990, de la famille des Geoplanidae ;
- l'espèce Planaria serpentina Dalyell, 1853 est reclassée dans l'ordre des Prorhynchida, famille des Prorhynchidae, sous le nom Prorhynchus stagnalis Schultze, 1851 ;
- l'espèce Planaria sibirica Sabussow, 1903 est Phagocata sibirica (Sabussow, 1903) ;
- l'espèce Planaria similis Bohmig, 1902 est Dugesia similis (Bohmig, 1902), de la famille des Dugesiidae ;
- les espèces Planaria simplicissima Stevens, 1907 et Planaria simplissima Curtis, 1900 sont Cura foremanii (Girard, 1852), de la famille des Dugesiidae ;
- l'espèce Planaria siphunculus Delle Chiaje, 1822 est un polyclade de la famille des Prosthiostomidae, nommé Prosthiostomum siphunculus (Delle Chiaje, 1822) ;
- l'espèce Planaria stagni Dalyell, 1853 est reclassée dans les Rhabdocoela sous le nom Mesostoma stagni (Dalyell, 1853) Leuckart, 1859, dans la famille des Typhloplanidae ;
- l'espèce Planaria striata Kelaart, 1858 est un polyclade renommé en Pseudoceros striatus Kelaart, 1858, appartenant à la famille des Pseudocerotidae ;
- l'espèce Planaria strigata (Müller, 1774) Müller, 1776 est reclassée dans les Rhabdocoela sous le nom Mesostoma strigatum (Müller, 1774) Örsted, 1844, un taxon incertain de la famille des Typhloplanidae ;
- l'espèce Planaria subauriculata Johnston, 1836 est un polyclade de la famille des Stylochoplanidae nommé Stylochoplana maculata (Quatrefage, 1845) ;
- l'espèce Planaria subclavata Goeze, 1782 est reclassée comme trématode sous le nom Diplodiscus subclavatus ;
- l'espèce Planaria subtentaculata Draparnaud, 1801 est Dugesia subtentaculata (Draparnaud, 1801), de la famille des Dugesiidae ;
- l'espèce Planaria subulata Müller, 1777 est reclassée dans l'ordre des Proseriata, famille des Monocelididae, sous le nom Monocelis lineata (Müller, 1773) Oersted, 1843 ;
- l'espèce Planaria suesensis Ehrenberg, 1831 est reclassée dans les polyclades sous le nom Stylochus suesensis Ehrenberg, 1831 (famille des Stylochidae) ;
- l'espèce Planaria sylvatica Leidy, 1851 est Rhynchodemus sylvaticus (Leidy, 1851) Leidy, 1851, de la famille des Rhynchodemidae ;
- les espèces Planaria tanganyika Laidlaw, 1906 et Planaria tanganyikae Laidlaw, 1906 sont Dugesia tanganyikae (Laidlaw, 1906), de la famille des Dugesiidae ;
- les espèces Planaria tasmaniana Darwin, 1844 et Planaria tasmanica (erreur typographique) sont Tasmanoplana tasmaniana (Darwin, 1844) Winsor, 1991, de la famille des Geoplanidae ;
- l'espèce Planaria teratophila Steinmann, 1908 est Crenobia teratophila (Steinmann, 1908) ;
- l'espèce Planaria teres Schrank, 1803 est un Rhabdocoela de la famille des Dalyelliidae, renommé en Dalyellia viridis (Shaw, 1791) Graff, 1905 ;
- l'espèce Planaria terrestris (Müller, 1773) Müller, 1776 est Microplana terrestris (Müller OF, 1773) Linden, 1900, de la famille des Geoplanidae ;
- l'espèce Planaria tetragona (Müller, 1774) Müller, 1776 est reclassée dans les Rhabdocoela sous le nom Mesostoma tetragonum (Müller, 1774) Schmidt, 1848, dans la famille des Typhloplanidae ;
- l'espèce Planaria thesea Kelaart, 1858 est un polyclade nommé Planocera thesea (Kelaart, 1858), de la famille des Planoceridae ;
- l'espèce Planaria tiberiensis Whitehouse, 1914 est Dugesia tiberiensis (Whitehouse, 1914), taxon incertain de la famille des Dugesiidae ;
- l'espèce Planaria tremellaris (Müller, 1773) Müller, 1777 est un polyclade de la famille des Leptoplanidae, nommé Leptoplana tremellaris (Müller OF, 1773) ;
- l'espèce Planaria truncata (Leidy, 1851) est Phagocata morgani (Stevens & Boring, 1906) ;
- l'espèce Planaria truncata Abildgaard, 1789 est un Rhabdocoela de la famille des Dalyelliidae, renommé en Castrella (Castrella) truncata (Abildgaard, 1789) Sekera, 1906 ;
- l'espèce Planaria tuberculata Delle Chiaje, 1828 est un polyclade renommé en Thysanozoon brocchii (Risso, 1818) dans la famille des Pseudocerotidae ;
- l'espèce Planaria tubulosa Fabricius, 1826 est reclassée dans l'ordre des Fecampiida, famille des Urastomidae, sous le nom Urastoma cyprinae (Graff, 1882) ;
- l'espèce Planaria ulvae Ørsted, 1888 est Procerodes littoralis (Strøm, 1768), de la famille des Procerodidae ;
- l'espèce Planaria ulvae Uljanin, 1870 est Procerodes lobatus (Schmidt, 1862), de la famille des Procerodidae ;
- l'espèce Planaria undulata Kelaart, 1858 est un polyclade de la famille des Pseudocerotidae, renommé en Pseudobiceros undulatus (Kelaart, 1858) ;
- l'espèce Planaria unipunctata Fabricius, 1826 est synonyme de Archilopsis unipunctata (Fabricius, 1826), un ver plat de l'ordre des Proseriata, famille des Monocelididae ;
- l'espèce Planaria vaginuloides Darwin, 1844 est Geoplana vaginuloides (Darwin, 1844) Schultze, 1856, de la famille des Geoplanidae ;
- l'espèce Planaria variegata Dalyell, 1853 est un Rhabdocoela renommé Vortex variegatus (Dalyell, 1853), qui est un nom oublié ;
- l'espèce Planaria velata Stinger, 1909 est Phagocata velata (Stringer, 1909) ;
- l'espèce Planaria velellae Lesson, 1830 est un polyclade nommé Planocera pellucida (Mertens, 1833), de la famille des Planoceridae ;
- l'espèce Planaria velox Dalyell, 1814 est un Rhabdocoela de la famille des Typhloplanidae, renommé en Rhynchomesostoma rostratum (Müller, 1774) Luther, 1904 ;
- l'espèce Planaria venusta Bohmig, 1897 est Dugesia venusta (Bohmig, 1897), de la famille des Dugesiidae ;
- l'espèce Planaria vevellae Lesson, 1830 est un polyclade nommé Planocera pellucida (Mertens, 1833), de la famille des Planoceridae ;
- l'espèce Planaria violacea Kelaart, 1858 est un polyclade de la famille des Euryleptidae, nommé Eurylepta violacea Kelaart, 1858 ;
- l'espèce Planaria violacea Delle Chiaje, 1822 est un polyclade de la famille des Euryleptidae, nommé Prostheceraeus violaceus (Delle Chiaje, 1822) ;
- les espèces Planaria virens Fabricius, 1826 et Planaria viridata Abildgaard, 1789 sont un Rhabdocoela de la famille des Typhloplanidae, nommé Typhloplana viridata (Abildgaard, 1789) Ehrenberg, 1831 ;
- l'espèce Planaria viridis Kelaart, 1858 est un polyclade de la famille des Pseudocerotidae, renommé en Pseudobiceros viridis (Kelaart, 1858) ;
- l'espèce Planaria viridis (Shaw, 1791) Turton, 1807 est un Rhabdocoela de la famille des Dalyelliidae, renommé en Dalyellia viridis (Shaw, 1791) Graff, 1905 ;
- l'espèce Planaria vitta Duges, 1830 est Phagocata vitta (Duges, 1830) ;
- l'espèce Planaria vittata Montagu, 1815 est un polyclade de la famille des Euryleptidae, nommé Prostheceraeus vittatus (Montagu, 1815) ;
- l'espèce Planaria vorax Dalyell, 1853 est un Rhabdocoela de la famille des Typhloplanidae, renommé en Typhloplana viridata (Abildgaard, 1789) Ehrenberg, 1831 ;
- l'espèce Planaria zebra Leuckart, 1828 est un polyclade renommé en Pseudoceros zebra (Leuckart, 1828) dans la famille des Pseudocerotidae.

### Synonymes dePlanariaMüller, 1776
Outre certaines des espèces mentionnées ci-dessus, Müller avait identifié en 1776 plusieurs Planaria qui sont en fait des némertiens. Ceux-ci sont classés dans un genre homonyme noté 
Planaria Müller, 1776, appartenant à la classe des Nemertea incertae sedis. La plupart de ces espèces ont été reclassées, sauf Planaria flaccida sensu Johnston, 1828. Les espèces reclassées sont :
- L'espèce Planaria algae est synonyme de Tetrastemma candidum (Müller, 1774), de l'ordre des Monostilifera ;
- L'espèce Planaria angulata (Müller, 1774), est synonyme de Amphiporus angulatus (Müller, 1774), de l'ordre des Monostilifera ;
- L'espèce Planaria ascaridea Fabricius, 1780, est synonyme de Tetrastemma melanocephalum (Johnston, 1837), de l'ordre des Monostilifera ;
- L'espèce Planaria badia Rathke, 1799, est un synonyme incertain de Gibsonnemertes spectabilis (Quatrefages, 1846), de l'ordre des Polystilifera ;
- L'espèce Planaria candida Müller, 1774 est synonyme de Tetrastemma candidum (Müller, 1774), de l'ordre des Monostilifera ;
- L'espèce Planaria carnea Rathke, 1799 est synonyme de Lineus ruber (Müller, 1774), de l'ordre des Heteronemertea ;
- L'espèce Planaria dorsalis Abildgaard, 1806, est le basionyme de Oerstedia dorsalis (Abildgaard, 1806), de l'ordre des Monostilifera ;
- L'espèce Planaria filaris est synonyme de Micrura filaris (Müller, 1780), de l'ordre des Heteronemertea ;
- L'espèce Planaria filiformis Johnston, 1828, est le basionyme de  Cephalothrix filiformis (Johnston, 1828), de l'ordre des Archinemertea ;
- L'espèce Planaria flava est synonyme de Prosorhochmus claparedii Keferstein, 1862, de l'ordre des Monostilifera ;
- Les espèces Planaria fusca Fabricius, 1780, Planaria fuscescens Fabricius, 1798 et Planaria gesserensis Müller, 1788 sont synonymes de Lineus ruber (Müller, 1774), de l'ordre des Heteronemertea ;
- L'espèce Planaria gordius est synonyme de Oerstedia dorsalis (Abildgaard, 1806)
- L'espèce Planaria lactiflorea Johnston, 1828, est synonyme de Amphiporus lactifloreus (Johnston, 1828), de l'ordre des Monostilifera ;
- L'espèce Planaria linearis Rathke, 1799, est le basionyme de Cephalothrix linearis (Rathke, 1799), de l'ordre des Archinemertea ;
- L'espèce Planaria lineata (Montagu, 1808), est identifiée à Micrura fasciolata Ehrenberg, 1828, de l'ordre des Heteronemertea ;
- L'espèce Planaria octoculata Johnston, 1828 est synonyme de Lineus ruber (Müller, 1774), de l'ordre des Heteronemertea ;
- L'espèce Planaria quadrioculata Johnston, 1828, est synonyme de Tetrastemma candidum (Müller, 1774), de l'ordre des Monostilifera ;
- L'espèce Planaria rosea est synonyme de Amphiporus roseus (Müller, 1774), de l'ordre des Monostilifera ;
- L'espèce Planaria sanguinea Rathke, 1799 est synonyme de Lineus sanguineus (Rathke, 1799), de l'ordre des Heteronemertea.

### Publication originale
1. ↑  
(la) Otto Friedrich Müller, Zoologiae Danicae prodromus, seu animalium Daniae et Norvegiae indigenarum : Characteres, nomina, et synonyma imprimis popularium, vol. XXXII, Havniae (Copenhague), Hallager, 1776, 282 p. (lire en ligne)